# 北京道1號

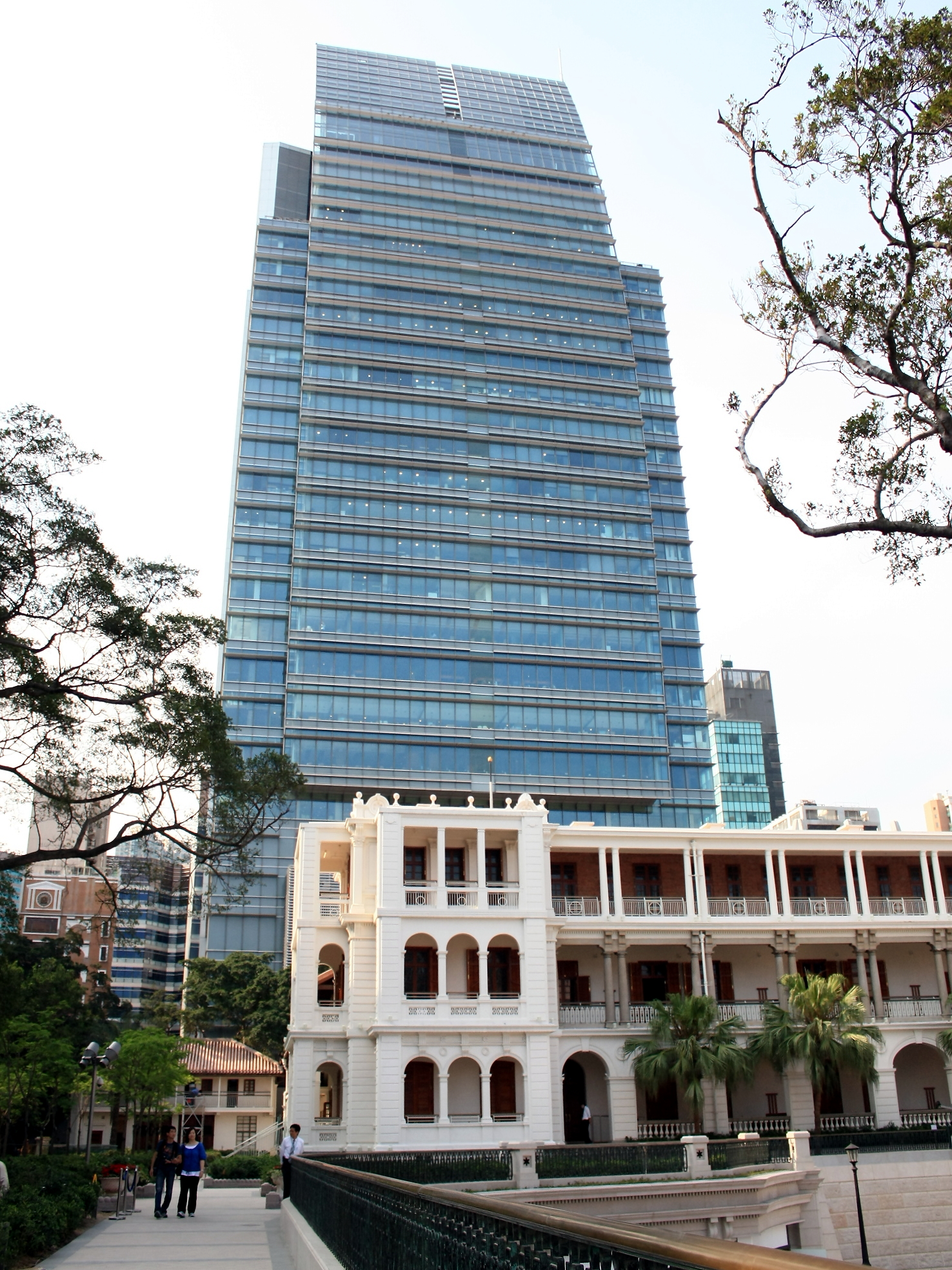
北京道1號

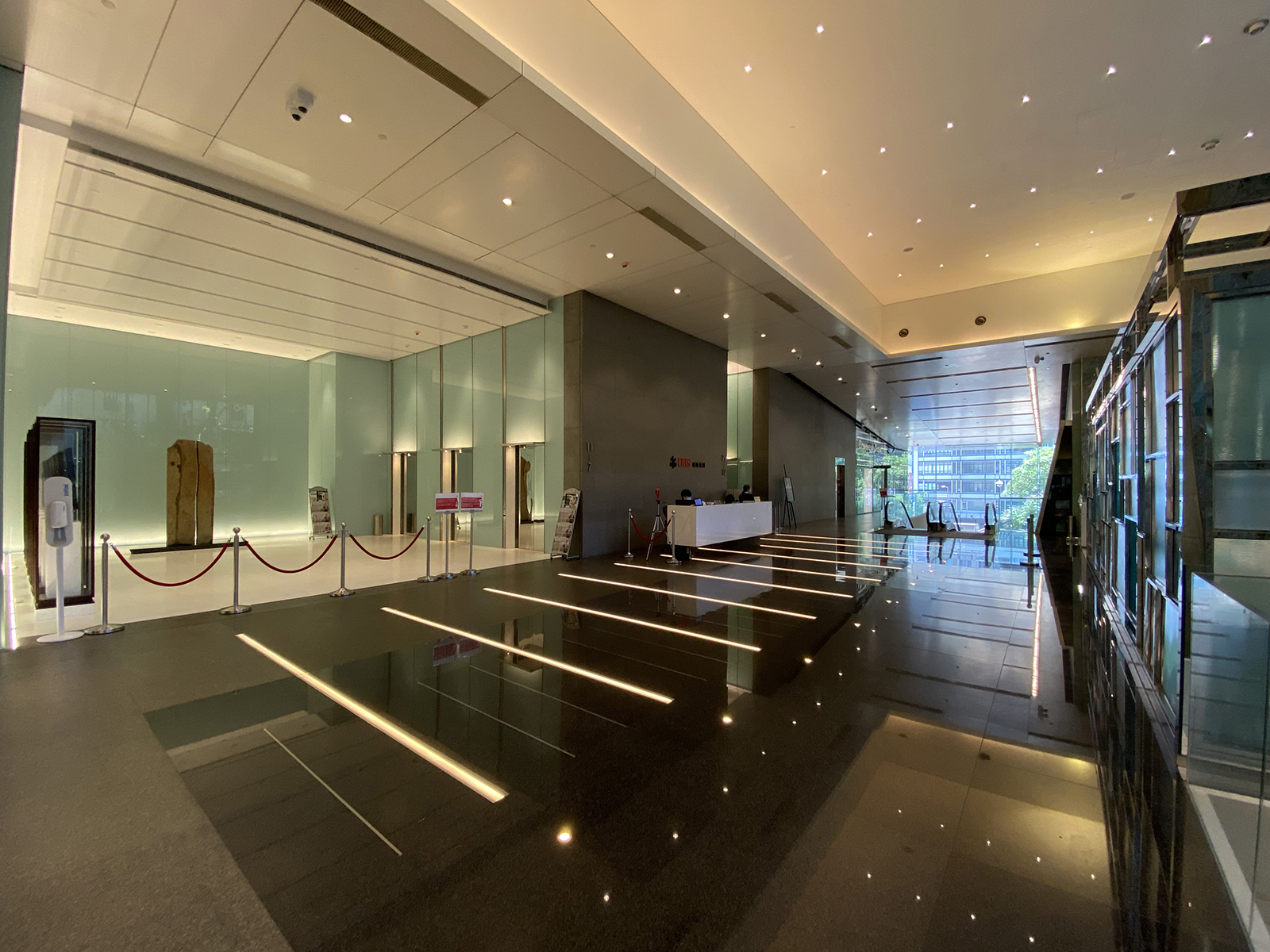
北京道1號大堂

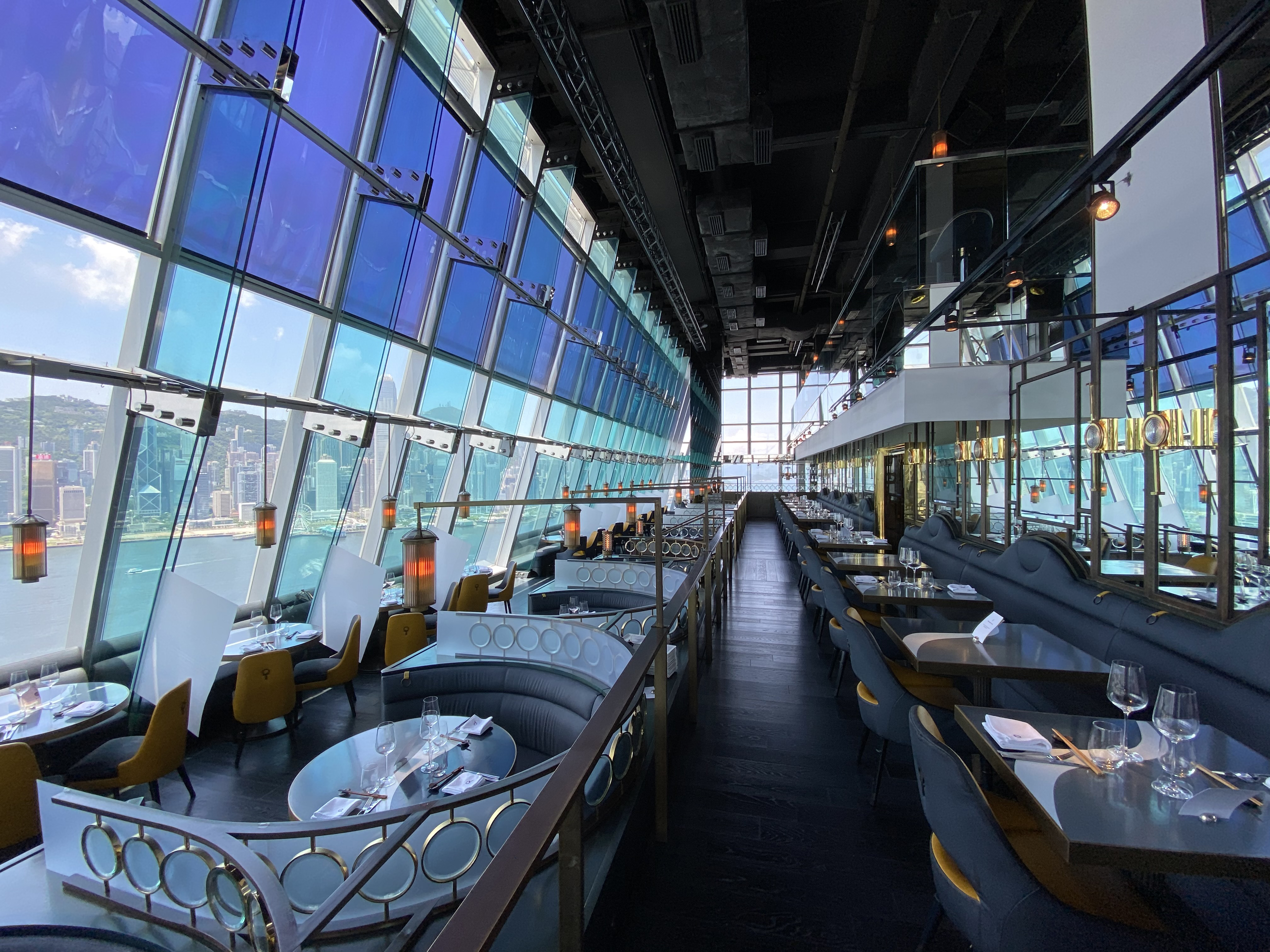
29樓Aqua餐廳（2022年5月結業，原址改為意大利餐廳Vista）

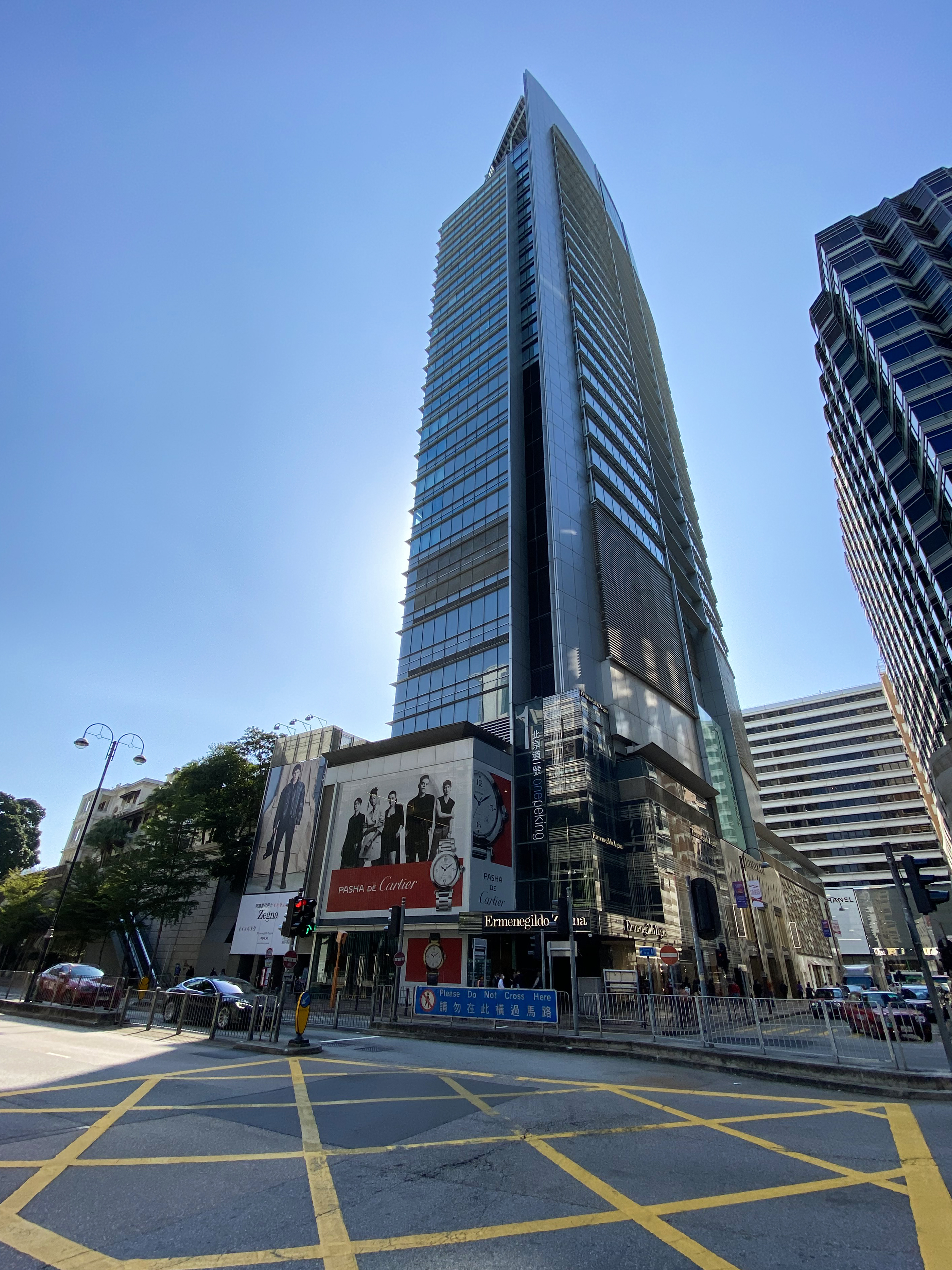
從九龍公園徑觀看北京道1號正門

北京道1號（英文：One Peking）是香港一座辦公室大廈，位於九龍尖沙咀北京道1號，處於尖沙咀西部繁忙商業區，由旭日集團發展，樓高30層（160米），2004年落成（21年前），為一甲級商業大廈，鄰近尖沙咀天星小輪碼頭，廣東道及海港城。
北京道1號前身為1911年建成的尖沙咀街市 及旁邊一排三層高唐樓。1978年，街市內外檔戶遷往海防道臨時街市，尖沙咀郵政局遷到該處，1983年，尖沙咀郵政局遷到國際電信大廈地下，原址改作警察招募中心及其後的商場。其所在地於1998年4月22日在政府的土地拍賣中，期間共有四個競投者，包括明珠興業、僑福、鷹君集團及旭日競投，最後由旭日集團以12億4,000萬元投得，建築物於1999年拆卸重建成配今的辦公室大廈。

## 設計
大廈由許李嚴建築師有限公司設計，外型像一艘帆船，表示對海港的呼應，成為香港的其中一個地標。與此同時，以環保大廈作為設計重點，頂部裝有太陽能發電板，乃全港第一幢商業大廈裝有太陽能發電板。

## 商舖及寫字樓
北京道1號地下設多間全球頂級品牌，當中不少為雙層舖位，租金加幅相當驚人。包括男士服裝品牌Ermenegildo Zegna、Dior、首飾及鐘錶卡地亞佔地約4,000方呎，每呎呎租達1,500元。至2021年2月的租金660萬元。其中2013年11月開幕的Miu Miu北京道一號店，為全球最大的品牌專店。2019年10月14日，大堂開設全球第二間The Tiffany Blue Box Café。
而商業大廈的7至9樓、11樓、28至30樓設不同類別的餐廳和酒吧，容許食客享受戶外景色。其中29至30樓的Aqua是區內人氣酒吧餐廳，到2022年5月搬遷至同區的H Zentre。原址於同年11月改為意大利餐廳Vista。
以下為商業大廈部分商戶名單：
- 18樓：永豐商業銀行九龍分行
- 22樓：渣打銀行
- 25樓：瑞銀集團（UBS）[8]
- 12樓及26樓：富衛（FWD）
- 29-30樓：意大利餐廳Vista

## 獎項
北京道1號於2003年獲得香港建築師學會全年建築大獎，及於2004年獲得優質建築大獎。

## 外部連結
- 北京道1號官方網站 （页面存档备份，存于）